# 奧夫季埃瓦尼瓦
50°58′18″N 30°13′59″E / 50.97167°N 30.23306°E
奧夫迪耶瓦-尼瓦（烏克蘭語：Овдієва Нива）是位於烏克蘭北部的村莊，由基辅州维什霍罗德区的季梅爾市鎮負責管轄。該村面積0.8平方公里，海拔高度124米，2001年人口54，人口密度每平方公里67.5人。